# (10727) Akitsushima
(10727) Akitsushima es un asteroide perteneciente al cinturón de asteroides, región del sistema solar que se encuentra entre las órbitas de Marte y Júpiter, descubierto el 25 de febrero de 1987 por Tsuneo Niijima y el astrónomo Takeshi Urata desde el Ojima Observatory, Ojima, Japón.

## Designación y nombre
Designado provisionalmente como 1987 DN. Fue nombrado Akitsushima, que es un antiguo nombre de Japón, utilizado por el primer emperador Jinmu Tennō, mirando desde la cima de una montaña, para describir la forma del país.

## Características orbitales
Akitsushima está situado a una distancia media del Sol de 3,138 ua, pudiendo alejarse hasta 3,214 ua y acercarse hasta 3,061 ua. Su excentricidad es 0,024 y la inclinación orbital 5,706 grados. Emplea 2030,18 días en completar una órbita alrededor del Sol.
Los próximos acercamientos a la órbita de Júpiter ocurrirán el 21 de enero de 2035, el 19 de mayo de 2045 y el 2 de julio de 2118.

## Características físicas
La magnitud absoluta de Akitsushima es 12,83. Tiene 10,138 km de diámetro y su albedo se estima en 0,199. 